# Veslování na Letních olympijských hrách 2000

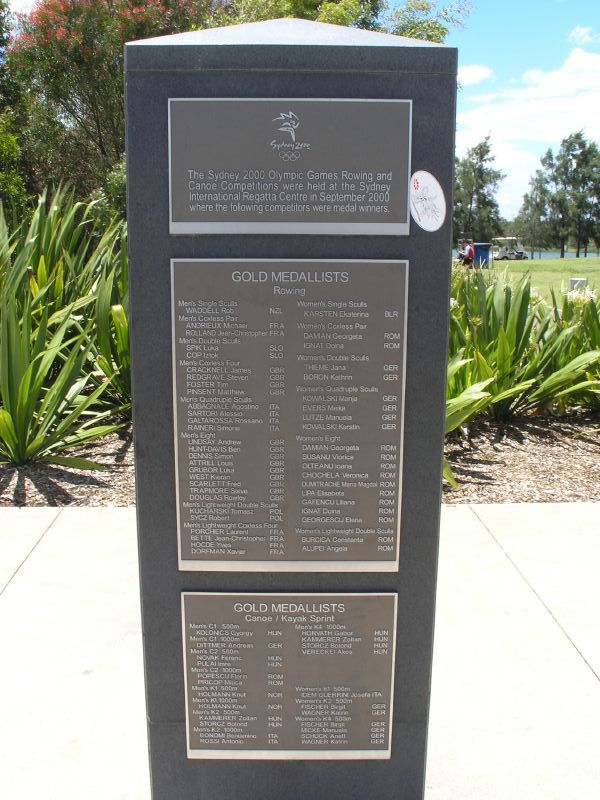
Památník olympijských soutěží na Penrithu. Nahoře vítězové veslování, dole vodního slalomu

Veslování na Letních olympijských hrách 2000 patřil kanál v Penrithu. Celkem se rozdělily medaile v 14 disciplínách. Program od rozjížděk po finále trval od 17. do 23. září. Zúčastnilo se 549 veslařů z 51 zemí.

## Průběh soutěží
Steve Redgrave zastínil všechny soupeře, když pomohl britské čtyřce bez kormidelníka k vítězství. Jeho posádka sice po tříleté vítězné sérii tři měsíce před olympiádou nečekaně propadla na tradiční regatě v Luzernu, kde Steve Redgrave poprvé po 11 letech v nějakém závodu chyběl na stupních vítězů, ale v olympijském finále Britové odrazili trvalý nápor Itálie a získali zlatou medaili. Pro 38letého Redgravea to byla pátá zlatá olympijská medaile, stal se prvním veslařem, který vyhrál olympijské závody v rozpětí 16 let. Spolu s ním vesloval Matthew Pinsent, jeho zlatý partner z předchozích dvou olympiád, a doplnili je Tim Foster a James Cracknell. Závod sledovalo v půl jedné ráno londýnského času 6,6 milionu britských televizních diváků. Redgrave pak 1. října nesl britskou vlajku při slavnostním zakončení Her.
Britův úspěch zastínil i jinou vynikající veslařskou osobnost, Ital Agostino Abbagnale vybojoval v párové čtyřce svou třetí zlatou olympijskou medaili. Totéž se povedlo i Němce Kathrin Boronové. Rumunky Doina Ignatová a Georgeta Damianová získaly dvě zlaté medaile v průběhu jediných Her - v Sydney spolu usedly do zlaté dvojky bez kormidelnice a osmiveslice. V ní získala Elisabeta Lipová svou sedmou olympijskou medaili.
Česko reprezentoval jediný veslař, ale s velkými ambicemi. Václav Chalupa startoval na svých čtvrtých olympijských hrách a chtěl se pokusit o svou druhou medaili po stříbru z olympijských her 1988 v Soulu. Před semifinále ho ale postihla a oslabila nemoc, únava se přenesla i do závodu, kde dojel poslední. Do finále B již nenastoupil.
Velký Chalupův rival z minulosti Slovinec Iztok Čop přesedl z obavy před neúspěchem na sólové lodi do dvojskifu a s partnerem Lukou Špikem jasně vyhráli finále před norskou posádkou, v níž byl další Chalupův dlouholetý soupeř Olaf Tufte.
Olympijské zlato z Olympiády 1996 v Atlantě obhájila i po mateřské pauze Jekatěrina Karstenová-Chodotovičová z Běloruska. Do cíle dorazila prakticky stejně jako Bulharka Rumjana Nejkovová, cíloví rozhodčí zkoumali videozáznam 23 minut, než určili rozdíl 12 tisícin sekundy. Jejich rozhodnutí nezvrátil ani protest bulharské výpravy.

## Medailisté

### Muži
| Disciplína                          | Zlato | Stříbro | Bronz |
| Skif                                | Rob Waddell · Nový Zéland (NZL) | Xeno Mueller · Švýcarsko (SUI) | Marcel Hacker · Německo (GER) |
| Dvojka bez kormidelníka             | Francie (FRA) · Michel Andrieux · Jean-Christophe Rolland | Spojené státy americké (USA) · Ted Murphy · Sebastian Bea | Austrálie (AUS) · Matthew Long · James Tomkins |
| Dvojskif                            | Slovinsko (SLO) · Luka Špik · Iztok Čop | Norsko (NOR) · Olaf Tufte · Fredrik Bekken | Itálie (ITA) · Giovanni Calabrese · Nicola Sartori |
| Čtyřka bez kormidelníka             | Velká Británie (GBR) · James Cracknell · Steve Redgrave · Tim Foster · Matthew Pinsent                                                                              | Itálie (ITA) · Valter Molea · Riccardo Dei Rossi · Lorenzo Carboncini · Carlo Mornati                                                                          | Austrálie (AUS) · James Stewart · Ben Dodwell · Geoffrey Stewart · Bo Hanson |
| Párová čtyřka                       | Itálie (ITA) · Agostino Abbagnale · Alessio Sartori · Rossano Galtarossa · Simone Raineri                                                                           | Nizozemsko (NED) · Jochem Verberne · Dirk Lippits · Diederik Simon · Michiel Bartman                                                                           | Německo (GER) · Marco Geisler · Andreas Hajek · Stephan Volkert · André Willms |
| Osmiveslice                         | Velká Británie (GBR) · Andrew Lindsay · Ben Hunt-Davis · Simon Dennis · Louis Attrill · Luka Grubor · Kieran West · Fred Scarlett · Steve Trapmore · Rowley Douglas | Austrálie (AUS) · Christian Ryan · Alastair Gordon · Nick Porzig · Robert Jahrling · Mike McKay · Stuart Welch · Daniel Burke · Jaime Fernandez · Brett Hayman | Chorvatsko (CRO) · Igor Francetić · Tihomir Franković · Tomislav Smoljanović · Nikša Skelin · Siniša Skelin · Krešimir Čuljak · Igor Boraska · Branimir Vujević · Silvijo Petriško |
| Dvojka bez kormidelníka lehkých vah | Polsko (POL) · Tomasz Kucharski · Robert Sycz | Itálie (ITA) · Elia Luini · Leonardo Pettinari | Francie (FRA) · Pascal Touron · Thibaud Chapelle |
| Čtyřka bez kormidelníka lehkých vah | Francie (FRA) · Laurent Porchier · Jean-Christophe Bette · Yves Hocdé · Xavier Dorfmann                                                                             | Austrálie (AUS) · Simon Burgess · Anthony Edwards · Darren Balmforth · Robert Richards                                                                         | Dánsko (DEN) · Søren Madsen · Thomas Ebert · Eskild Ebbesen · Victor Feddersen |

### Ženy
| Disciplína                          | Zlato | Stříbro | Bronz |
| Skif                                | Jekatěrina Karstenová · Bělorusko (BLR) | Rumyana Neykova · Bulharsko (BUL) | Katrin Rutschow-Stomporowski · Německo (GER) |
| Dvojka bez kormidelníka             | Rumunsko (ROU) · Georgeta Damianová · Doina Ignat | Austrálie (AUS) · Kate Slatter · Rachael Taylor | Spojené státy americké (USA) · Karen Kraft · Melissa Ryan |
| Dvojskif                            | Německo (GER) · Kathrin Boronová · Jana Thieme | Nizozemsko (NED) · Pieta van Dishoeck · Eeke van Nes | Litva (LTU) · Kristina Poplavskaja · Birutė Šakickienė |
| Dvojka bez kormidelníka lehkých vah | Rumunsko (ROU) · Angela Alupei · Constanţa Burcică | Německo (GER) · Claudia Blasberg · Valerie Viehoff | Spojené státy americké (USA) · Christine Collins · Sarah Garner |
| Párová čtyřka                       | Německo (GER) · Meike Evers · Kerstin Kowalski · Manja Kowalski · Manuela Lutze | Velká Británie (GBR) · Guin Batten · Miriam Batten · Katherine Grainger · Gillian Lindsay                                                                                       | Rusko (RUS) · Oksana Dorodnova · Irina Fedotova · Yuliya Levina · Larisa Merk                                                                                           |
| Osmiveslice                         | Rumunsko (ROU) · Veronica Cochelea · Georgeta Damianová · Maria Magdalena Dumitrache · Liliana Gafencuová · Elena Georgescu · Doina Ignat · Elisabeta Lipăová · Ioana Olteanu · Viorica Susanuová | Nizozemsko (NED) · Tessa Appeldoorn · Carin ter Beek · Pieta van Dishoeck · Elien Meijer · Eeke van Nes · Nelleke Penninx · Martijntje Quik · Anneke Venema · Marieke Westerhof | Kanada (CAN) · Buffy Alexander · Laryssa Biesenthal · Heather Davis · Alison Korn · Theresa Luke · Heather McDermid · Emma Robinson · Lesley Thompson · Dorota Urbaniak |

## Přehled medailí
| Pořadí | Země                         | Zlato | Stříbro | Bronz | Celkově |
| ------ | ---------------------------- | ----- | ------- | ----- | ------- |
| 1      | Rumunsko (ROU)               | 3     | 0       | 0     | 3       |
| 2      | Německo (GER)                | 2     | 1       | 3     | 6       |
| 3      | Velká Británie (GBR)         | 2     | 1       | 0     | 3       |
| 4      | Francie (FRA)                | 2     | 0       | 1     | 3       |
| 5      | Itálie (ITA)                 | 1     | 2       | 1     | 4       |
| 6      | Bělorusko (BLR)              | 1     | 0       | 0     | 1       |
| 6      | Nový Zéland (NZL)            | 1     | 0       | 0     | 1       |
| 6      | Polsko (POL)                 | 1     | 0       | 0     | 1       |
| 6      | Slovinsko (SLO)              | 1     | 0       | 0     | 1       |
| 10     | Austrálie (AUS)              | 0     | 3       | 2     | 5       |
| 11     | Nizozemsko (NED)             | 0     | 3       | 0     | 3       |
| 12     | Spojené státy americké (USA) | 0     | 1       | 2     | 3       |
| 13     | Bulharsko (BUL)              | 0     | 1       | 0     | 1       |
| 13     | Norsko (NOR)                 | 0     | 1       | 0     | 1       |
| 13     | Švýcarsko (SUI)              | 0     | 1       | 0     | 1       |
| 16     | Kanada (CAN)                 | 0     | 0       | 1     | 1       |
| 16     | Chorvatsko (CRO)             | 0     | 0       | 1     | 1       |
| 16     | Dánsko (DEN)                 | 0     | 0       | 1     | 1       |
| 16     | Litva (LTU)                  | 0     | 0       | 1     | 1       |
| 16     | Rusko (RUS)                  | 0     | 0       | 1     | 1       |
| Celkem | Celkem                       | 14    | 14      | 14    | 42      |